# Rotfleischige Archenmuschel

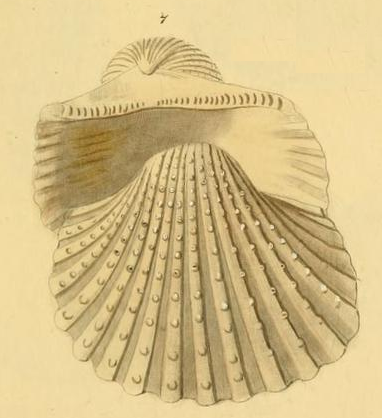
Tegillarca granosa (Linnaeus, 1758) aus Kobelt, 1891: Taf. 3, Fig. 7

Die Rotfleischige Archenmuschel (Tegillarca granosa) ist eine Muschel-Art aus der Familie der Archenmuscheln (Arcidae). In Südostasien wird sie in Gezeitengebieten kultiviert und hat eine große wirtschaftliche Bedeutung.

## Merkmale
Das gleichklappige, sehr bauchige Gehäuse wird bis 9 cm groß, meist um 6 cm. Es ist fast gleichseitig, die großen, nach vorne eingerollten Wirbel sitzen nur wenig vor der Mittellinie. Es ist eiförmig im Umriss und nur wenig länger als hoch. Die Höhe erreicht zwischen 75 und 90 % der Länge. Die Dicke (Bauchigkeit) beträgt zwischen 66 und 82 % der Länge. Der Dorsalrand ist gerade. Vorderes und hinteres Ende des Dorsalrandes sind winklig. Der Hinterrand ist abgestutzt, der Vorderrand schwach gewölbt. Der Ventralrand ist im zentralen Bereich fast gerade. Das Ligament ist schmal und rhomboidal mit drei bis vier dunklen, winkligen Markierungen. Es liegt im Wesentlichen hinter den Wirbeln. Die Bezahnung weist 40 bis 68 Zähnchen auf, die senkrecht zur Schlossplatte stehen. Sie werden zum vorderen und hinteren Rand hin etwas länger. Der hintere Schließmuskel ist gerundet-rechteckig, der vordere Schließmuskel hat in etwa dieselbe Form ist jedoch etwas kleiner.
Die weißliche Schale ist sehr dick und fest. Die Ornamentierung besteht aus ca. 18 bis 21 radialen Rippen in regelmäßigen Abständen, die im Querschnitt flach-rechteckig sind bzw. in rechteckige Knoten aufgelöst sind. In einigen Populationen können die Knoten etwas gebogen und leicht gespitzt sein. Die Zwischenräume zwischen den Rippen sind etwas breiter als die Rippen selber. Das gelbbraune bis dunkelbraune Periostracum ist glatt. Der innere Rand des Gehäuses ist entsprechend den äußeren Rippen gekerbt. Die Innenseite der Schale ist weiß.
Der Weichkörper ist rot. Für die Färbung verantwortlich ist der Blutfarbstoff Hämoglobin. Der Fuß ist recht groß, seitlich eingeengt mit einer mittigen Längsfurche.
Rechte und linke Klappe des gleichen Tieres:

Rechte Klappe
Linke Klappe

## Geographische Verbreitung, Lebensraum und Lebensweise
Das Verbreitungsgebiet der Art erstreckt sich von Ostafrika bis Melanesien, im Norden bis Südjapan, im Süden bis Nord- und Ostaustralien.
Die Tiere leben im flachen Wasser bis etwa 20 Meter Wassertiefe, bevorzugt im Gezeitenbereich auf Schlammböden. Sie graben flach im Sediment und filtrieren ihre Nahrung, meist Phytoplankton und einzellige Algen sowie organischen Detritus aus dem Wasser.

## Entwicklung
Die Tiere sind getrenntgeschlechtlich. Die Rotfleischige Archenmuschel laicht von August bis in den Februar des folgenden Jahres. Ein Weibchen kann dabei zwischen 518,400 bis 2,313,200 Eier produzieren. Geschlechtsreif werden die Tiere bereits mit ein bis zwei Jahren. Sie sind sehr tolerant gegenüber Salinitätsschwankungen. Die optimale Temperatur für ihr Wachstum liegt zwischen 20 und 30 °C. Die Tiere werden bis etwa drei Jahre alt.

## Taxonomie
Die Art wurde 1758 von Carl von Linné in der ursprünglichen Kombination Arca granosa begründet. Es ist die Typusart der Gattung Tegillarca Iredale, 1939. Sie ist allgemein als gültige Art anerkannt.
Molekularbiologische Untersuchungen zeigen, dass die Rotfleischige Archenmuschel (Tegillarca granosa) mit Tegillarca nodifera ein kleines Monophylum bilden. Dieses platziert sich jedoch mitten in der Gattung Anadara Gray, 1847. Nach diesen Ergebnissen ist entweder die Gattung Anadara im bisherigen Umfang polyphyletisch oder Tegillarca muss mit Anadara vereinigt werden.
Entsprechend dem großen Verbreitungsgebiet gibt es eine ganze Reihe von Synonymen: Anadara bisenensis Schrenck & Reinhart, 1938, Anadara thackwayi Iredale, 1927, Anomalocardia pulchella Dunker, 1868, Arca aculeata Bruguière, 1789, Arca corbicula Gmelin, 1791, Arca corbula Dillwyn, 1817, Arca granosa kamakuraensis Noda, 1966, Arca nodulosa Lightfoot, 1786 (ungültiges, jüngeres Homonym von Arca nodulosa O. F. Müller, 1776), Arca obessa Kotaka, 1953 und Tegillarca (granosa) bessalis Iredale, 1939 (unsicherer Rang, Art oder Unterart?).

## Wirtschaftliche Bedeutung und Meeresfrucht
Die Art wird in den Küstengebieten in China, Taiwan, Korea, Malaysia und Thailand in flachen Gezeiten beeinflussten Meeresgebieten kultiviert. Bis 2016 war die jährliche Produktion auf ca. 450.000 Tonnen angestiegen.
In Korea wird die Rotfleischige Archenmuschel kkomak (꼬막) genannt. Die Tiere werden gekocht und mit Sojasauce, Chili, Sesamöl u. a. gewürzt und zubereitet.

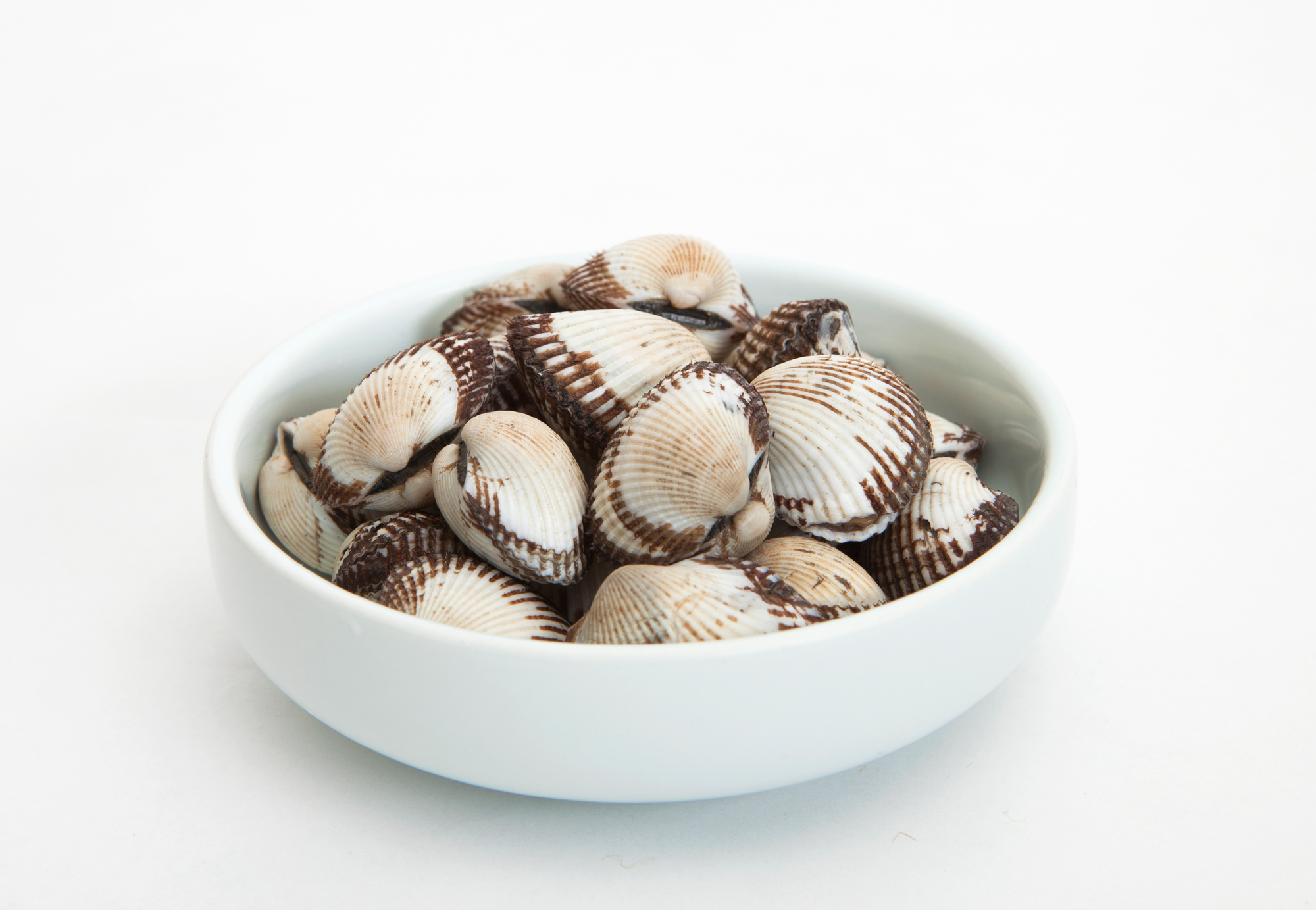
Zubereitete kkomak
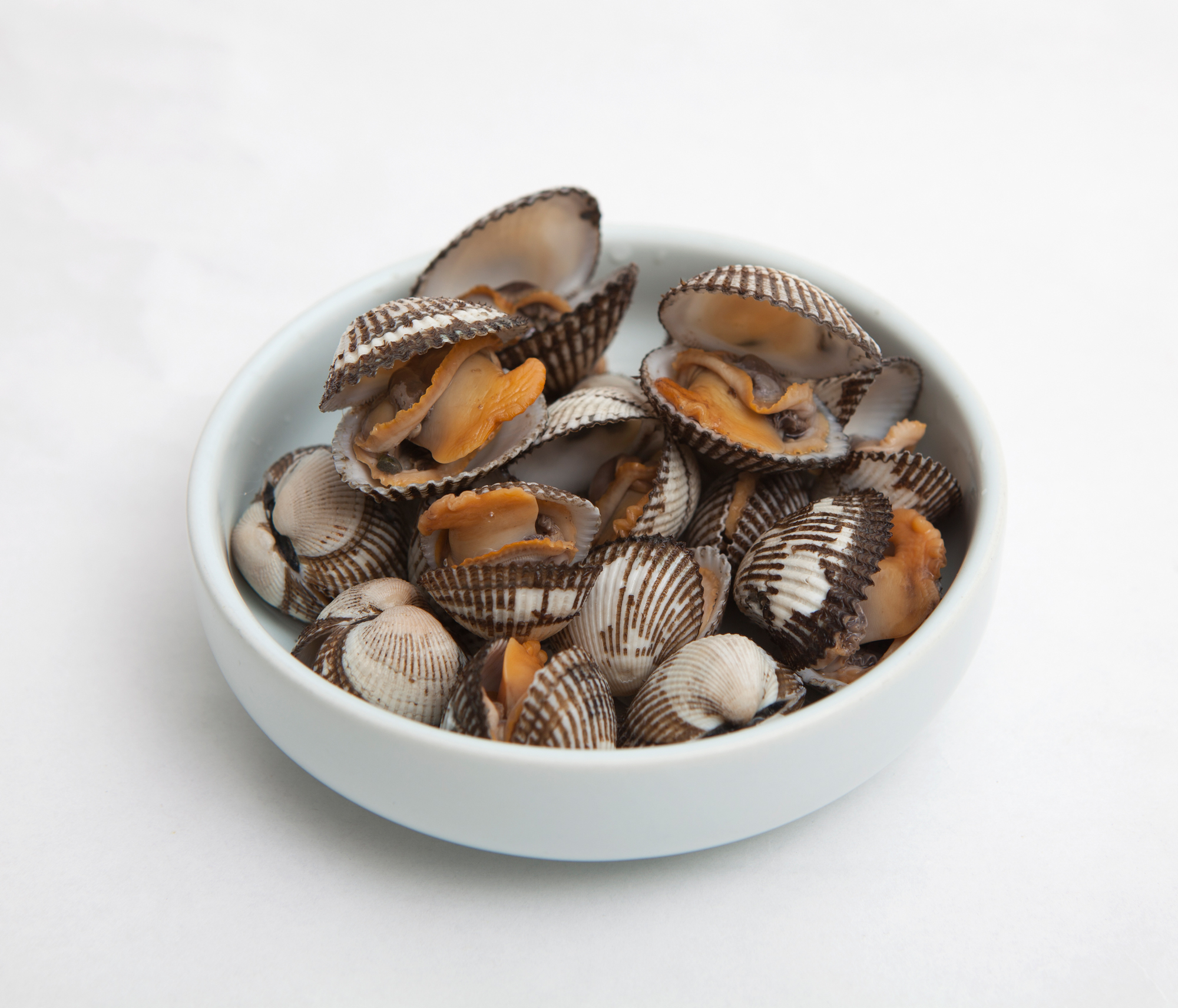
Zubereitete kkomak
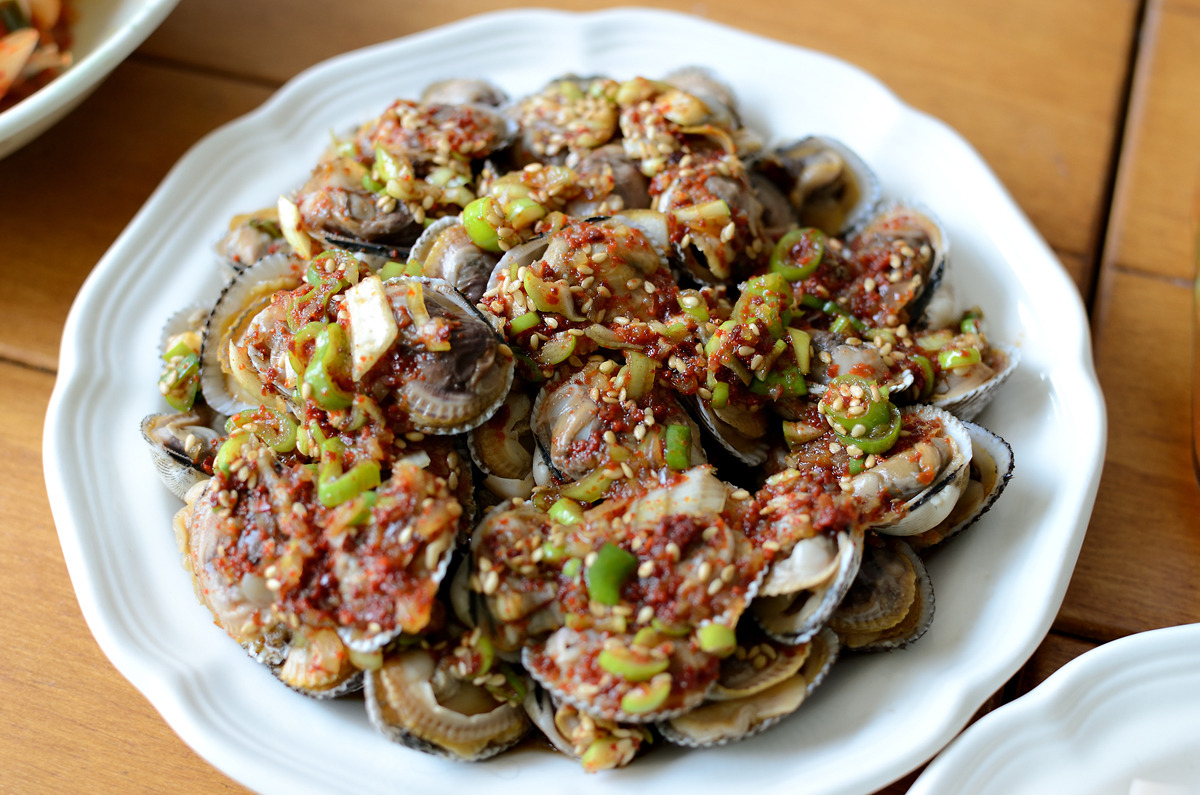
kkomak-muchim

## Belege